# Place de Thorigny
Place de Thorigny je náměstí v Paříži ve 3. obvodu.

## Poloha
Náměstí se nachází ve čtvrti Marais mezi ulicemi Rue Elzévir, Rue du Parc-Royal, Rue de la Perle a Rue de Thorigny.

## Historie
Náměstí vzniklo na základě vyhlášky z 25. ledna 1971 z původní křižovatky. Jeho jméno má stejný původ jako sousedící Rue de Thorigny. Jean-Baptiste Claude Lambert de Thorigny byl prezidentem komory vyšetřování pařížského parlamentu v letech 1713–1727 a prévôt des marchands v letech 1726–1729.

## Zajímavé stavby
- dům č. 1: Hôtel Libéral Bruant